# برلینگتون (آلاباما)
برلینگتون (به انگلیسی: Burlington) یک منطقهٔ مسکونی در ایالات متحده آمریکا است که در شهرستان المور، آلاباما واقع شده‌است. برلینگتون ۱۶۹ متر بالاتر از سطح دریا واقع شده‌است.